# Sydney Lohmann
Sydney Lohmann, född den 19 juni 2000 i Bad Honnef, är en tysk fotbollsspelare.

## Karriär
Sydney Lohmann inledde sin seniorkarriär i FC Bayern München år 2016. Hon har även representerat det tyska damlandslaget där hon debuterade år 2018. Hon ingick i det tyska lag som vid olympiska sommarspelen 2024 i Paris tog brons efter att ha vunnit bronsmatchen mot Spanien.